# Red Bull XRow

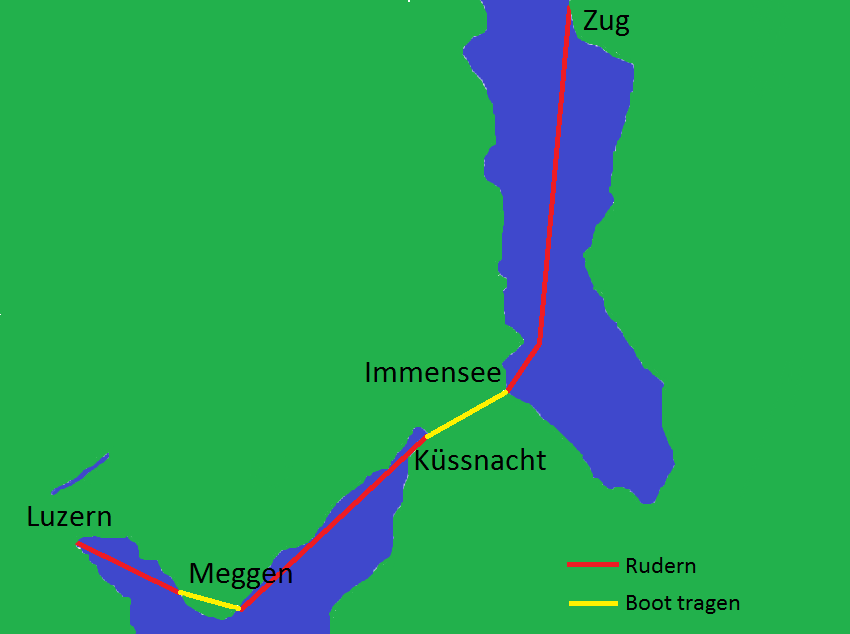
Streckenverlauf des Red Bull XRow

Der Red Bull XRow ist eine Schweizer Ruderregatta, bei der das Ruderboot streckenweise auch getragen werden muss. Sie führt von Zug nach Luzern und dient als Marketinginstrument des Red Bull-Konzerns.

## Strecke
Die Wettkampfstrecke führt von Zug nach Luzern. Diese Orte liegen nicht am selben Gewässer, weshalb das Boot zwangsläufig getragen werden muss. Dies unterscheidet diese Regatta von anderen.
Von Zug aus geht es über den Zugersee nach Immensee. Dort wird das Boot ausgewassert und durch die Hohle Gasse nach Küssnacht SZ getragen. Durch den Vierwaldstättersee geht es nach Meggen, wo das Boot nochmal ausgewassert und nach Ober Rebstock getragen wird. Von dort aus geht es bis Luzern durch die Kappelbrücke hindurch zum Jesuitenplatz wo erneute ausgewassert wird, um mit dem Boot auf den Schultern durch das Ziel kurz vor dem Stadttheater zu laufen. Bei der ersten Austragung 2010 war das Ziel in der Swiss Life Arena und bei der 2. Austragung im Verkehrshaus Luzern. 
Insgesamt sind 18 Ruder- und 7 Laufkilometer zu absolvieren.

## Regeln
Die detaillierten Regeln sind auf der offiziellen Website nachzulesen.
- Die Regattastrecke ist markiert und darf nicht verlassen werden
- Bei den Wechselzonen gibt es Haltesysteme, in denen die Ruderboote kurz abgelegt werden können
- Das Ruderboot darf nicht gewechselt werden
- Es dürfen nur geriemte Achter gefahren werden
- Alle Ruderer müssen im Besitz einer Lizenz sein

## Ergebnisse

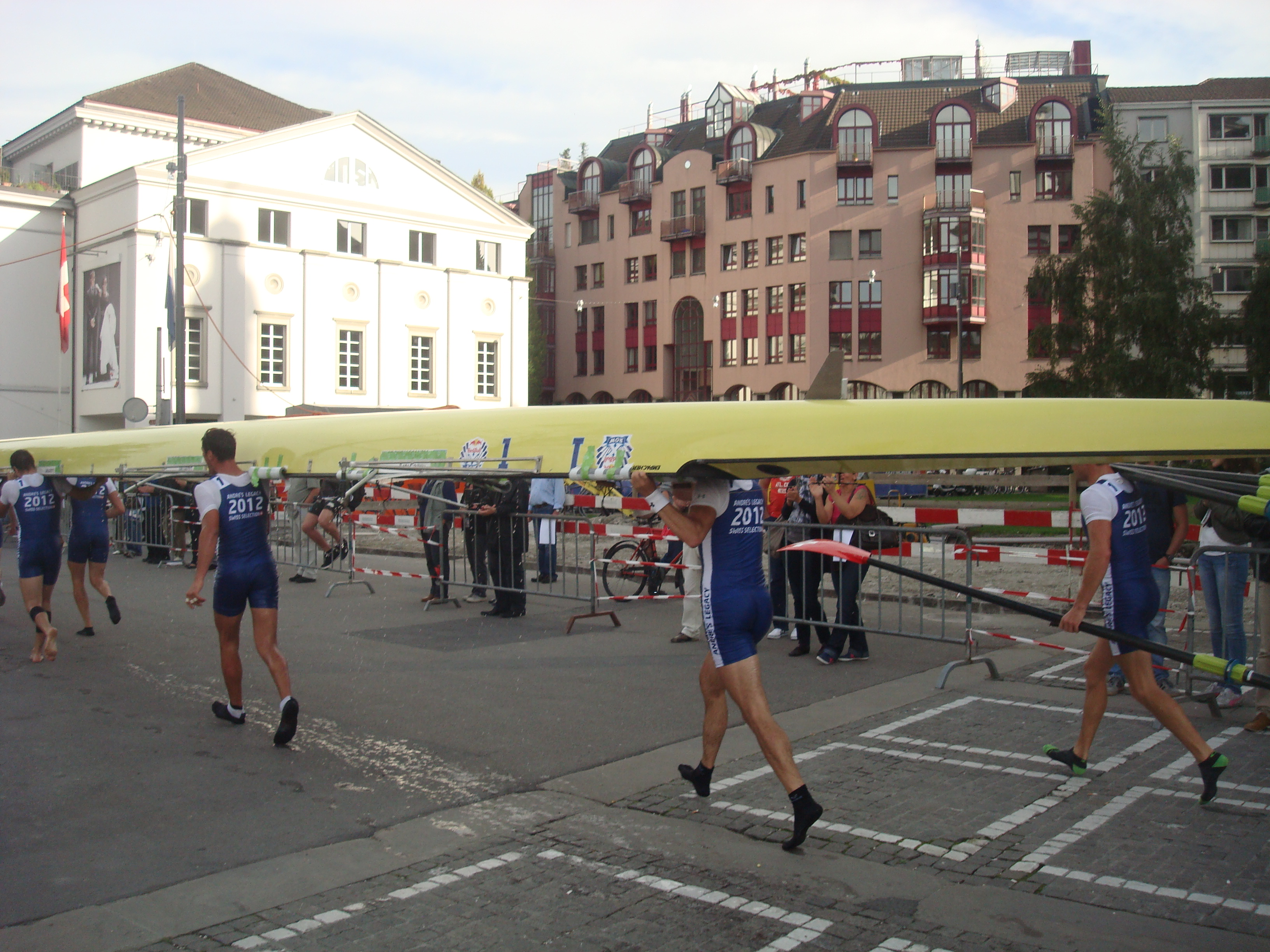
Die Switzerland Selection auf der letzten Laufstrecke, kurz vor dem Sieg.

| Jahr | teilnehmende Mannschaften | Sieger Männer mit Zeit          | Sieger Männer mit Zeit | Sieger Frauen mit Zeit                  | Sieger Frauen mit Zeit | Sieger Junioren mit Zeit                                         | Sieger Junioren mit Zeit |
| ---- | ------------------------- | ------------------------------- | ---------------------- | --------------------------------------- | ---------------------- | ---------------------------------------------------------------- | ------------------------ |
| 2011 | 6                         | Switzerland Selection (Schweiz) | 2:00:33 h              | (keine Teilnehmer)                      | (keine Teilnehmer)     | Frankfurter Rudergesellschaft Germania 1869 Boot 2 (Deutschland) | 2:19:01 h                |
| 2012 | 17                        | Switzerland Selection (Schweiz) | 2:08:15 h              | Tetten (Niederlande)                    | 2:27:08 h              | FRG Junior (Deutschland)                                         | 2:12:21 h                |
| 2013 | 21                        | Switzerland Selection (Schweiz) | 2:09:30 h              | Christel und die 7 Zwerge (Deutschland) | 2:26:28 h              | Germania Rising Stars (Deutschland)                              | 2:30:29 h                |
| 2014 | keine Austragung          | keine Austragung                | keine Austragung       | keine Austragung                        | keine Austragung       | keine Austragung                                                 | keine Austragung         |
| 2015 | keine Austragung          | keine Austragung                | keine Austragung       | keine Austragung                        | keine Austragung       | keine Austragung                                                 | keine Austragung         |
| 2016 | 24                        | Switzerland Selection (Schweiz) | 2:14:15 h              | The Swiss Ladies (Schweiz)              | 2:25:08 h              | RAW/BRC Wannsee Junior Achter (Deutschland)                      | 2:18:28 h                |